# مرلين شراعي
المرلين الشراعي أو ميخ أو سلفيش (الاسم العلمي: Istiophorus) هي جنس من الأسماك يتبع الفصيلة الأسماك المرلينية من رتبة الفرخيات.

## أنواع المرلين الشراعي
- مرلين شراعي أطلسي
- مرلين شراعي هندي-باسيفيكي